# Світ Вінкс
«Світ Вінкс» (англ. World of Winx) — італійський мультсеріал у flash-форматі, який є дочірнім продуктом «Клубу Вінкс». Серіал створив Іджініо Страффі. Двадцять шість епізодів було створено за два сезони, прем'єра першого з яких відбулася як оригінальний серіал Netflix 4 листопада 2016 року.
Виробництвом серіалу займалася компанія Rainbow S.p.A., студія, співвласниками якої на той час були Страффі та Viacom. Серіал вийшов на Netflix у більшості країн світу, за винятком Італії та Греції, де він транслювався на Rai Gulp та Nickelodeon відповідно. У 2016 році Крістіана Буццеллі з Rainbow підтвердила, що потокова компанія Netflix «не втручалася у творчий процес роботи над сценаріями, персонажами чи сюжетними лініями». В Україні мультсеріал транслювався на каналі ТЕТ, хоча діалоги повністю озвучені багатоголосим закадровим озвученням, а пісні — залишились субтитрованими.

## Історія
Дівчата з Клубу Вінкс повертаються до Гарденії, рідного міста Блум на Землі, де вони працюють як група пошуку талантів у реаліті-шоу, які шукають талановитих дітей і підлітків. За лаштунками вони намагаються врятувати їх від викрадення Викрадачем талантів, приховуючи, що вони феї. У першому сезоні Вінкс досягають нового рівня магічного перетворення, який називається «Дрімікс». Час від часу вони отримують допомогу від своєї доброї подруги Роксі, власниці музичного бару Frutti.
У другому сезоні Вінкс, за винятком Роксі, отримують нові місії від духа Світу мрій. Вони дізнаються про неспокійне минуле королеви та сподіваються перетворити її на добру фею, якою вона була колись, возз'єднавши її з утраченим коханням Пітером Пеном. Їхні перетворення та здібності «Дрімікс» оновлені до «Онірікса». Спочатку Джим і Смі об'єднуються з Вінкс, щоб протистояти Королеві та її тіньовим істотам. Вінкс також повинні мати справу з особливими тіньовими істотами — Немезидами (Вертіго, Банші, Обскура, Стоні, Сінка та Вірус), які походять із темної сутності кожної з найглибших невизначеностей фей.